# Güterbahnhof Wiesbaden West
Der Güterbahnhof Wiesbaden West war der Hauptgüterbahnhof der Stadt Wiesbaden. Er lag an der Grenze von Wiesbaden zu Dotzheim und zweigte von der Aartalbahn ab. Er wurde inzwischen geschlossen, die Bahnanlagen sind beseitigt und auf dem Gelände entstand das Wohnquartier Künstlerviertel.

## Geschichte

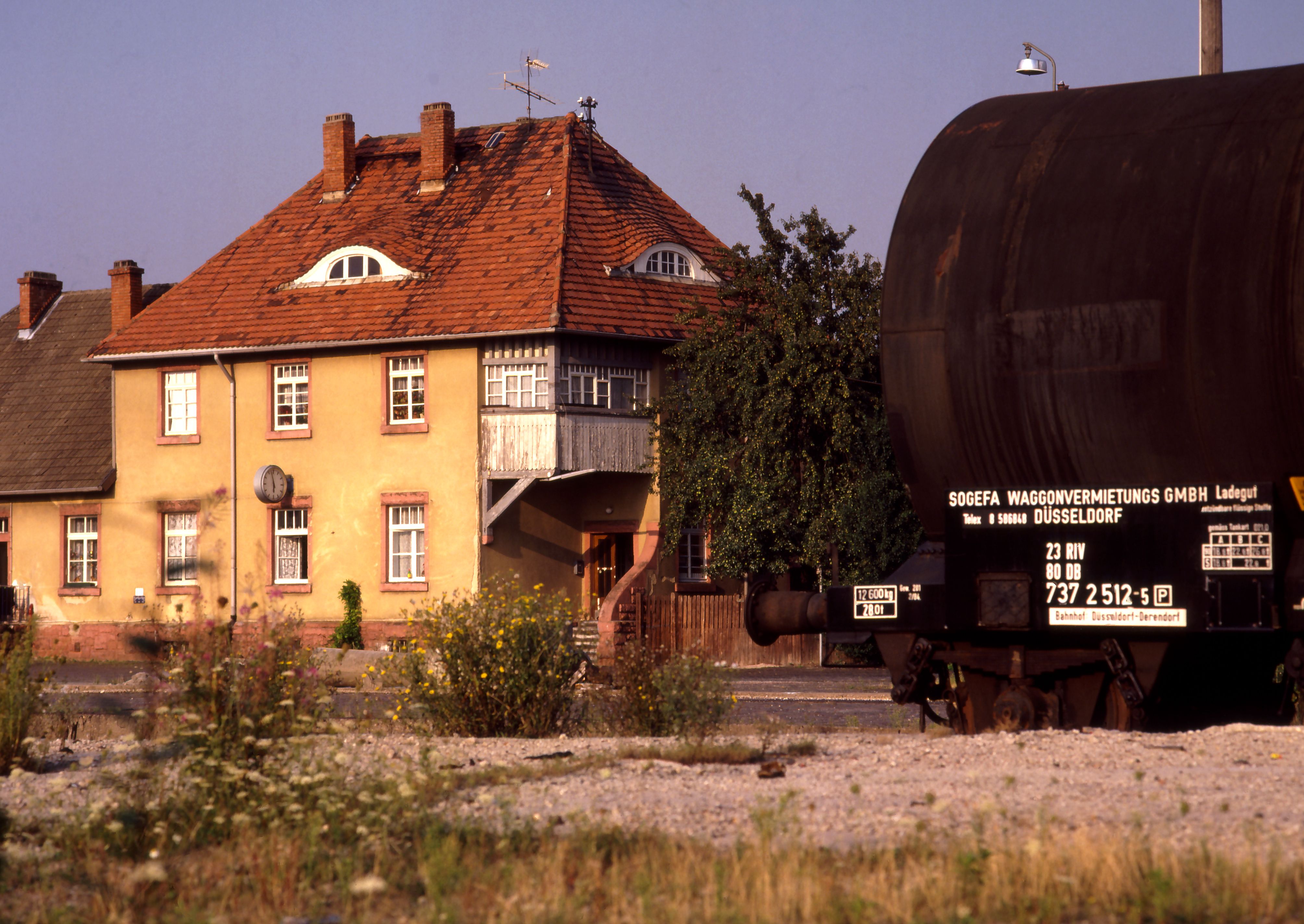
Dienstgebäude der Güterabfertigung, 1984

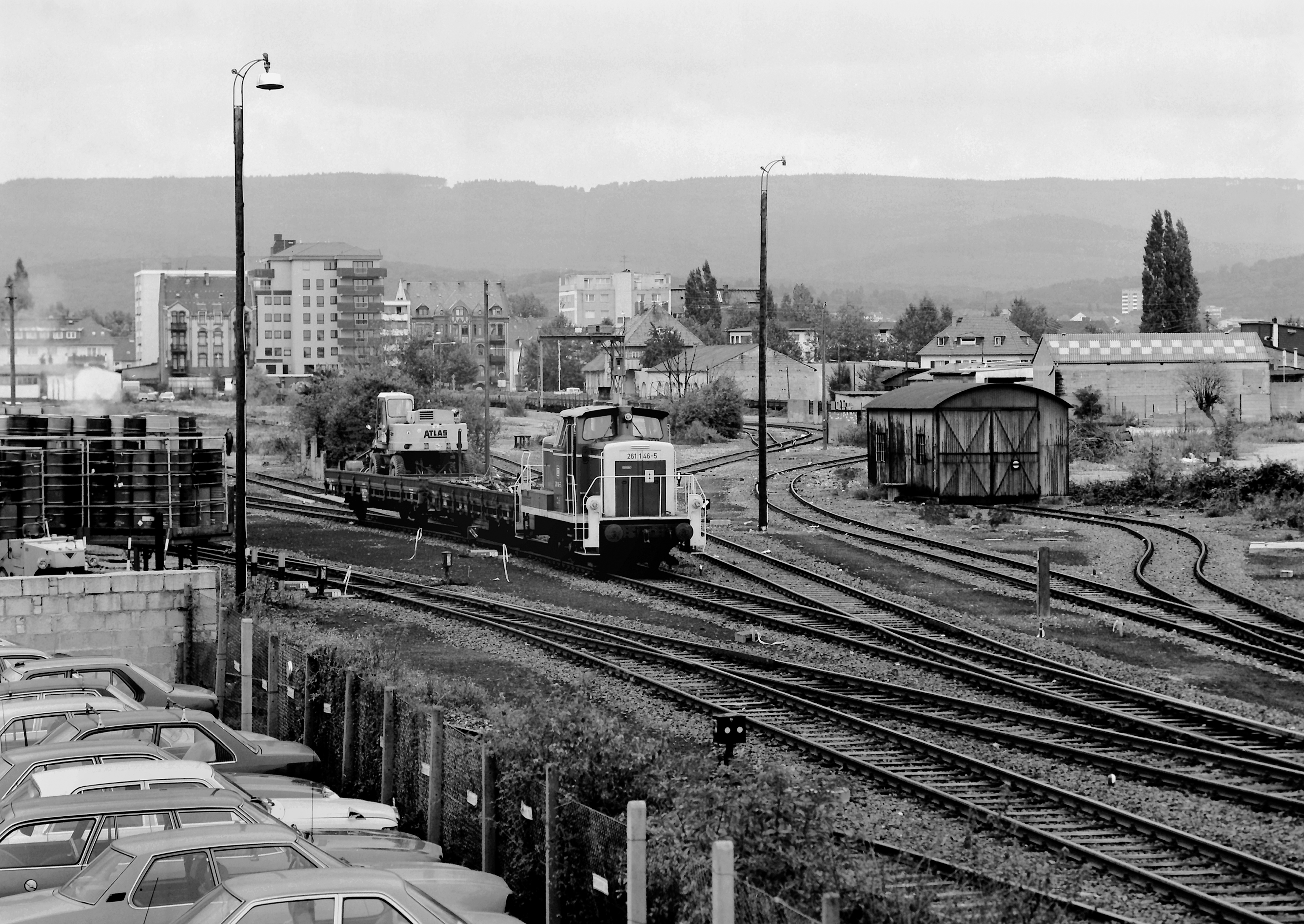
Bauzug, 1984

Mit der Neukonzeption des Bahnanschlusses von Wiesbaden an der Wende des 19. zum 20. Jahrhundert war auch der Bau eines neuen Güterbahnhofs für Wiesbaden erforderlich. Die bis dahin in Wiesbaden nebeneinander entstandenen Anlagen des Taunusbahnhofs, des Rheinbahnhofs und des Ludwigsbahnhofs hatten jeweils ihre eigenen Güterabfertigungen, die, ebenso wie die Bahnhöfe insgesamt, für die stark gewachsene Stadt Wiesbaden am Ende des 19. Jahrhunderts nicht mehr ausreichten.
Die Neuplanung für den Wiesbadener Bahnanschluss sah seitens der Preußischen Staatseisenbahnen vor, sowohl den neuen Hauptpersonenbahnhof als auch einen zentralen Güterbahnhof etwa 800 Meter südlich der bestehenden Anlagen zu errichten. Diese Planung stieß auf den Widerstand des Magistrats, der einen Güterbahnhof, das damit verbundene Ambiente und dessen Emissionen, Staub und Lärm, nicht so nah an den Anlagen für den Kurbetrieb – und dazu zählte im weiteren Sinne auch der Personenbahnhof – gelegt sehen wollte. Er plädierte – gegen den Widerstand der dortigen Anrainer – für ein Gelände im Westen der Stadt an der Aartalbahn. Dieser Lösung verweigerte sich aber die Eisenbahnverwaltung, da dieses Gelände, bedingt durch die Topografie in Wiesbaden, eine starke Kessellage der Stadt, etwa 50 Meter höher liegt als das Gelände des Hauptbahnhofs.
Der aus diesem Konflikt entstandene faktische Planungsstopp behinderte die weitere Entwicklung des Eisenbahnanschlusses von Wiesbaden. Dessen Oberbürgermeister, Carl Bernhard von Ibell, nutzte deshalb einen Aufenthalt Kaiser Wilhelms II. im Mai 1900 in Wiesbaden und trug das Problem am 21. Mai 1900 zunächst dem Oberhof- und Hausmarschall Graf August zu Eulenburg vor. Bereits am nächsten Tag wurde von Ibell vom Kaiser empfangen, der sich die Pläne vorlegen und erklären ließ und für den 25. Mai eine Besprechung „vor Ort“ anordnete. Hier entschied er zugunsten der vom Wiesbadener Magistrat vorgebrachten Argumente zugunsten eines Güterbahnhofs West, obwohl der anwesende und für die Eisenbahn zuständige Minister der öffentlichen Arbeiten, Karl von Thielen, einwandte, dass diese Lösung zwei bis drei Millionen Mark mehr kostete. So wurde die Anlage dann auch gebaut. Ein Teil der Mehrkosten trug die Stadt Wiesbaden.
Die für den Neubau des Hauptbahnhofs neu trassierte Aartalbahn wurde am 2. Mai 1904 in Betrieb genommen. Die alte Trasse hatte das Gelände noch rechtwinklig gekreuzt. Am 28. November des gleichen Jahres wurde der Güterbahnhof eröffnet, der nördlich des Bahnhofs Waldstraße von der Strecke abzweigte. Die Anbindung an den Bahnhof Curve erfolgte erst am 1. Oktober 1906.

## Betrieb
Der Betrieb dieses Güterbahnhofs war für die Eisenbahn problematisch. Die meisten Güterzüge kamen aus Richtung Mainz, von der rechten Rheinstrecke oder von der Taunus-Eisenbahn aus Richtung Frankfurt am Main. Diese Züge mussten alle durch den Bahnhof Wiesbaden Ost fahren und dann eine relativ steile Rampe zu dem höher gelegenen Güterbahnhof überwinden, wozu oft eine zusätzliche, zweite Lokomotive eingesetzt werden musste, was aufwändig und teuer war.
Die so angelieferten Güter wurden dann mit Fuhrwerken vom Güterbahnhof in die Stadt verteilt. Dies hatte den Vorteil, dass das Kurviertel vom Güterverkehr nahezu unbehelligt blieb.
Ein Gleisanschluss führte zum benachbarten Kasernengelände, auf dem sich heute das Europaviertel befindet. Auf einem Plan des Geländes aus den späten 1970ern ist der Anschluss nicht mehr verzeichnet, auf einem Luftbild von 1980 ist es aber noch gut erkennbar.

## Niedergang

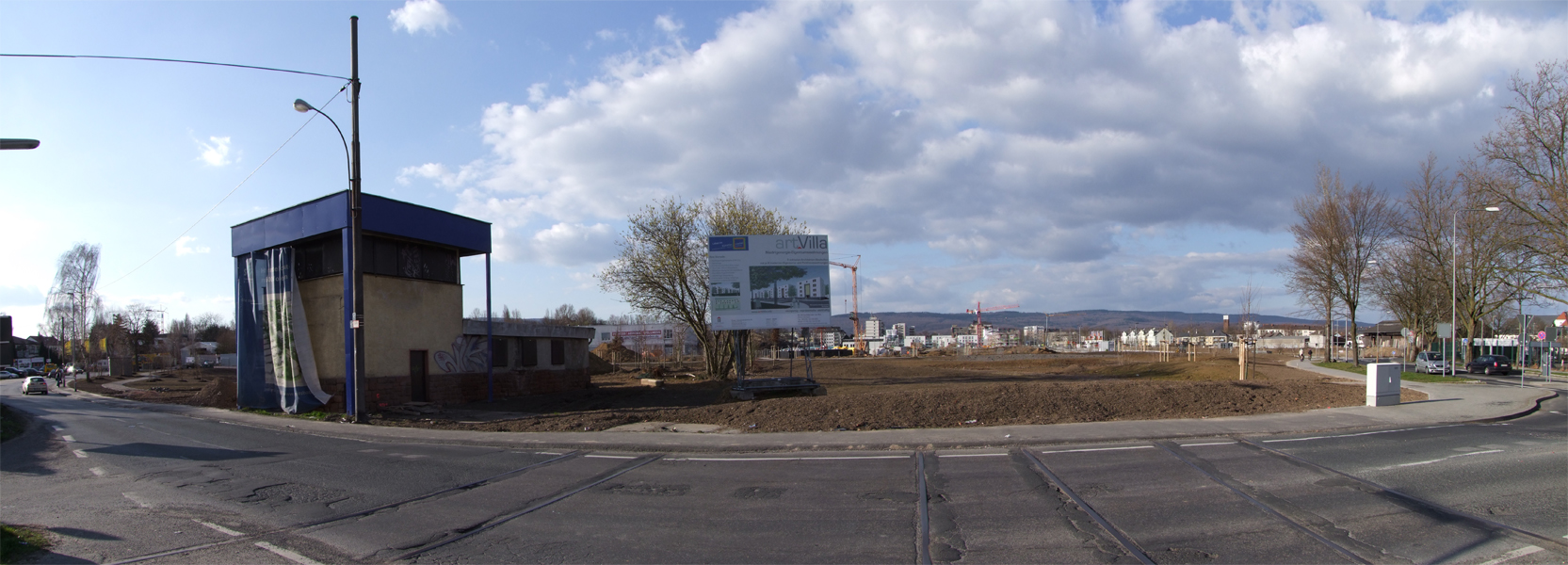
Schrankenwärterhaus und Bahnübergang (Panoramaaufnahme vom März 2009)

Mit dem Niedergang des Eisenbahngüterverkehrs ab den 1960er Jahren wurde der Güterbahnhof Ende des 20. Jahrhunderts aufgegeben. 2006 wurde er eisenbahnrechtlich freigestellt, also der Betriebszweck „Eisenbahn“ aufgehoben. Nach dem Abriss der Bauten und Gleise entstand auf dem Gelände ein neuer Stadtteil mit dem Namen Künstlerviertel.